# Sanlúcar de Barrameda
Sanlúcar de Barrameda ist eine Stadt in der Provinz Cádiz in Andalusien (Südspanien). Die Stadt liegt an der Mündung des Flusses Guadalquivir in den Atlantischen Ozean.
Sanlúcar lebt hauptsächlich vom Fischfang und der Herstellung von Sherry, insbesondere Manzanilla. Die Stadt ist pittoresk mit ihren teils maurischen Häusern und Villen.
Der Hafen von Sanlúcar de Barrameda war in der Frühen Neuzeit der Ausgangspunkt zahlreicher Expeditionen: 1498 Christoph Kolumbus zur dritten Amerikafahrt, 1519 Ferdinand Magellan zur Weltumseglung.
Sanlucar mit seinem andalusischen Ambiente ist vom internationalen Tourismus noch relativ unentdeckt. Sehenswert ist der Hauptplatz mitten in der Stadt mit vielen Cafés und Restaurants, umgeben von Palmen. Am gegenüberliegenden Ufer des Guadalquivir beginnt der Nationalpark Coto de Doñana, Schiffstouren von Sanlúcar aus sind möglich.
In Sanlúcar steht das Schloss der Herzöge von Medina-Sidonia, das seit 1297 im Familienbesitz stand und von Isabel Álvarez de Toledo, der 21. Duquesa de Medina Sidonia, mit dem auf das Jahr 1228 zurückgehenden Familienarchiv im Jahre 1990 in die Stiftung Fundación Casa Medina Sidonia eingebracht wurde. In der Nähe steht die von der Familie errichtete Kirche Nuestra Señora de la Caridad.

## Persönlichkeiten
- Alonso Fernández de Lugo (um 1456–1525), Eroberer der kanarischen Inseln La Palma und Teneriffa
- Antoine d’Orléans (1824–1890) spanischer Thronprätendent
- Luisa Isabel Álvarez de Toledo y Maura (1936–2008), 21. Duquesa de Medina Sidonia, spanische Adelige und Historikerin
- Eduardo Mendicutti (* 1948), Schriftsteller und Journalist
- Diego del Corro (1706–1761), Erzbischof von Lima
- José María Otaolaurruchi Tobía (1897–1972), General
- Paco Ojeda (* 1954), Stierkämpfer
- Cayetano Mergelina (1890–1962), Archäologe
- Francisco Pacheco del Río (1564–1644), Maler
- Fernando Ossorio, Theaterautor
- Manolo Sanlúcar (1943–2022), Gitarrist und Komponist
- Juan Rodríguez Romero (* 1947), Dirigent, Pianist und Komponist
- José Antonio de Aldana y Pruaño, Theologe
- Miguel Acquaroni Bonmati, Maler
- José Martínez Ahumada, genannt „Limeño“ (1936–2015), Stierkämpfer
- Manuel Barrios Masero, Dichter
- Luis de Eguílaz, Schriftsteller
- Esteban Delgado Bernal, genannt „Esteban de Sanlúcar“ (1912–1989), Gitarrist und Komponist
- José Torné Jiménez, Maler und Schriftsteller
- Isidro José Núñez, Schriftsteller
- Félix J. Palma (* 1968), Schriftsteller
- José Carlos García Rodríguez, Journalist und Schriftsteller
- Manuel Barbadillo Rodríguez, Schriftsteller, Journalist und Winzer
- José Antonio Abad Vidal, Pianist, Komponist und Musikpädagoge
- Manuel Vidal Arias, Schriftsteller und Journalist
- José Manuel Jurado (* 1986), Fußballspieler
- Nolito (* 1986), Fußballspieler
- Juan Marín (* 1962), Politiker und Unternehmer
- Maria Dorothea Omeis (1650–1738), deutsche Lyrikerin